# Botigues de Calafell
Les Botigues de Calafell són les antigues edificacions dels pescadors, el nucli originari del barri de Calafell Platja. Quatre de les botigues estan protegides com a bé cultural d'interès local incloent-hi la Casa Carlos Barral.

## Història
Els primers documents de les botigues de Calafell són del segle xvii on s'atorga permís per tal de construir uns edificis per guardar-hi els estris dels pescadors. Fins a principis del segle XX a tota la línia de costa hi havia botigues distribuïdes en dos trams, tenint com a centre l'edifici del pòsit; eren el trajo de Garbí o de l'Espineta i el trajo de Llevant.
D'aquestes antigues edificacions no en resta cap, només en resten tres del segle xviii. La causa d'això són els nombrosos atacs soferts per part de la construcció encaminada al turisme. Malgrat tot, algunes d'elles s'han habilitat com a bar i així han adquirit una nova funció.

## Descripció
Són edificis de petites dimensions. La part del darrere té un pati i la del davant dona a la platja. Sempre presenten dues plantes. Els baixos consten d'una porta allindanada i una petita finestra a la dreta o bé a l'esquerra. L'interior té en una banda la caixa d'escala, darrere la qual hi ha la cuina i davant el foc; la resta de la planta té al centre una saleta, i tant a la part del darrere com a la del davant s'hi disposen les habitacions. Generalment té dues finestres rectangulars, o bé una finestra i un balcó que donen a la façana principal. El sostre és de canyes.

### Botiga de pescadors 1
La botiga en el número 3 del passeig Marítim Sant Joan de Déu és un edifici entre mitgeres, de planta rectangular amb una única crugia, construït per planta baixa i un pis, la façana del qual dona a la platja, amb un pati a la part del darrere. La coberta és de doble vessant i amb carener paral·lel a la façana. La façana està orientada a sud-est i la composició de les obertures és asimètrica. A la planta baixa, al costat dret de la façana, hi ha el portal d'accés, amb arc escarser, i al costat esquerre hi ha una finestra de forma rectangular amb reixa de ferro. Al pis hi ha, damunt la porta, un balcó i, sobre la finestra, hi ha una altra finestra amb la mateixa forma i mides. La façana és arrebossada (el revestiment no és l'original) i pintada de color blanc. L'interior té en una banda la caixa d'escala, darrere la qual hi ha la cuina i davant el foc; la resta de la planta té al centre una saleta, i tant a la part del darrere com a la del davant s'hi disposen les habitacions. Generalment té dues finestres rectangulars, o bé una finestra i un balcó que donen a la façana principal. El sostre és de canyes.
Els elements de fusta de tancament de les obertures són pintats de color verd i taronja. Hi ha una canal feta amb peces de terrissa recobertes amb morter de ciment per recollir l'aigua de la teulada.
El sistema constructiu és de tipus tradicional a base de murs de càrrega i sostres unidireccionals fets amb bigues de fusta col·locades paral·lelament a la façana. Els murs són fets, probablement, amb peces de maçoneria unides amb argamassa i, les obertures, amb fàbrica de maó massís. La coberta és feta amb teules aràbigues.

### Botiga de pescadors 2
La botiga en el número 4 del passeig Marítim Sant Joan de Déu és un edifici entre mitgeres, de planta rectangular amb una única crugia, construït per planta baixa i un pis, la façana del qual dona a la platja, amb un pati a la part del darrere. La coberta és de doble vessant i amb carener paral·lel a la façana. La façana està orientada a sud-est i la composició de les obertures és asimètrica. A la planta baixa, al costat dret de la façana, hi ha el portal d'accés, amb arc escarser, i al costat esquerre hi ha una finestra de forma rectangular amb reixa de ferro. Al pis hi ha, damunt la porta, un balcó i, sobre la finestra, hi ha una altra finestra amb la mateixa forma i mides. Totes les obertures tenen un arc escarser i els materials constructius (maons massissos) a la vista. La façana és arrebossada (el revestiment no és l'original) i pintada de color blanc.
L'interior té en una banda la caixa d'escala, darrere la qual hi ha la cuina i davant el foc; la resta de la planta té al centre una saleta, i tant a la part del darrere com a la del davant s'hi disposen les habitacions. Generalment té dues finestres rectangulars, o bé una finestra i un balcó que donen a la façana principal. El sostre és de canyes.
Els elements de fusta de tancament de les obertures són pintats de color blau. Hi ha una canal feta amb peces de terrissa per recollir l'aigua de la teulada.
El sistema constructiu és de tipus tradicional a base de murs de càrrega i sostres unidireccionals fets amb bigues de fusta col·locades paral·lelament a la façana. Els murs són fets, probablement, amb peces de maçoneria unides amb argamassa i, les obertures, amb fàbrica de maó massís. La coberta és feta amb teules aràbigues.

### Botiga de pescadors 3

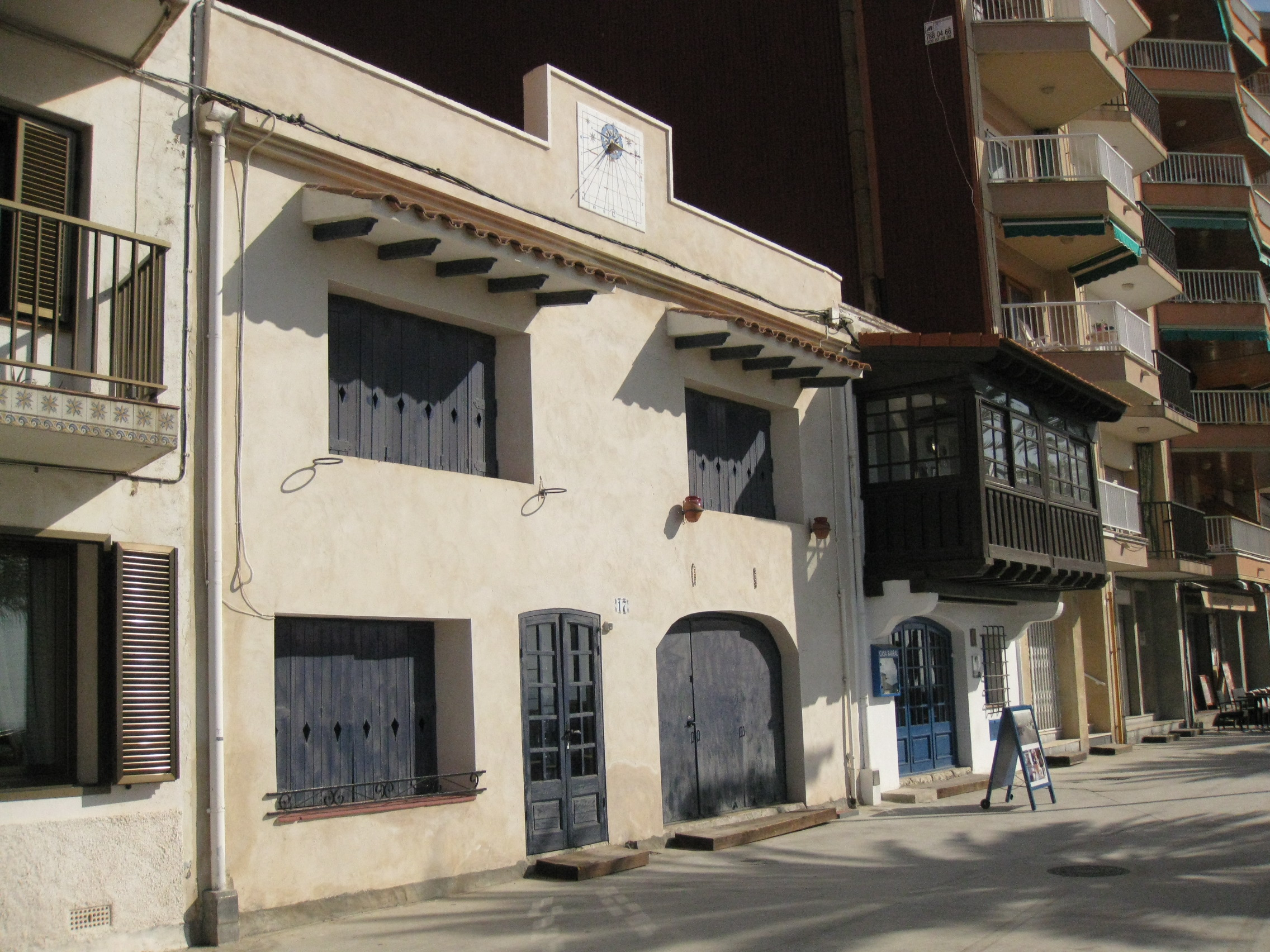
Botiga en el número 17

La botiga en el número 17 del passeig Marítim Sant Joan de Déu és un edifici entre mitgeres, de planta quadrangular, constituït per planta baixa i un pis, la façana principal del qual dona a la platja, amb un pati a la part posterior que dona al carrer de Jaume Jané. La coberta és de dos aiguavessos i el seu carener és paral·lel a la façana principal. Aquesta és ubicada al costat sud-est. La composició de les seves obertures és asimètrica a la planta baixa i simètrica al pis. A la planta baixa, d'esquerre a dreta, hi ha un finestral rectangular, una porta d'arc escarser i un portal d'arc carpanell. Al pis hi ha dos finestrals rectangulars horitzontals, com el de la planta baixa, amb una barbacana suportada per cabirons de fusta. La façana és arrebossada i pintada de color blanc. Les finestres tenen persiana de llibret. Els elements de fusta de tancament de les obertures és pintat de color blau. Hi ha una canal, motllurada a mode de cornisa, per recollir l'aigua de la teulada. A la part superior, recolzada sobre les teules, hi ha un ampit de fàbrica de maó arrebossada, a la part central del qual hi ha un rellotge de sol de ceràmica vidrada.